# Gideon Hausner
Pour les articles homonymes, voir Hausner.
Guideon Hausner (en hébreu : גדעון האוזנר) est un juriste et homme politique israélien né à Lemberg le 26 septembre 1915 et mort le 15 novembre 1990 à Jérusalem. En tant que procureur général d'Israël, Hausner mène l'accusation contre Adolf Eichmann dans le procès de ce dernier.

## Biographie
Hausner est né à Lemberg alors capitale du royaume de Galicie et de Lodomérie, une province de l'empire d'Autriche-Hongrie. Son père Bernard est enseignant et rabbin de Lemberg. Il est sioniste et plus tard secrétaire personnel de Theodor Herzl. La famille fait son aliya en 1927 quand Bernard Hausner est nommé conseiller économique du gouvernement de Pologne en Palestine mandataire. Gideon fait des études de philosophie à l'université hébraïque de Jérusalem puis de droit à l'École de droit de Jérusalem.
Pendant la guerre israélo-arabe de 1948-1949, Gideon Hausner fait partie de la Haganah. Après la guerre, Hausner travaille pour l'armée et devient président du tribunal militaire.
En 1960, Hausner est nommé procureur général d'Israël en remplacement de Haim Cohn. En 1961, il mène l'accusation dans le procès pour crimes de guerre et crimes contre l'humanité du nazi Adolf Eichmann. Hausner devient très célèbre en Israël où les habitants écoutent sa voix à la radio et dans le monde.
Contraint par des luttes politiques, en particulier avec le ministre de la Justice Dov Yossef, Hausner démissionne de son poste de procureur général en 1963 et se lance en politique,. Il est remplacé par Moshe Ben-Ze'ev. En 1965, Hausner est élu à la 6e Knesset sur la liste d'un parti nouvellement créé, les Libéraux indépendants. Hausner est réélu à la 7e Knesset en 1969 et à la 8e Knesset en 1973. En 1974, Hausner démissionne de son mandat et devient ministre sans portefeuille dans le gouvernement de Golda Meir qui dure 3 mois. Il est reconduit dans ses fonctions dans le gouvernement de Yitzhak Rabin qui dure jusqu'en 1977. Hausner retrouve alors son siège à la Knesset et est réélu à la 9e Knesset en 1977. Il perd son siège lors des élections de 1981.
En 1969, Hausner est nommé chef du mémorial de Yad Vashem.